# Josip Landeka
Josip Landeka (* 28. April 1987 in Offenbach am Main) ist ein kroatischer Fußballspieler. Er spielt für die Stuttgarter Kickers.

## Karriere
In der Jugend spielte Landeka für Kickers Obertshausen, die SG Rosenhöhe und den 1. FSV Mainz 05. Im Sommer 2006 wurde der Mittelfeldspieler in die Zweite Mannschaft der Mainzer übernommen. Zur Saison 2008/09 wechselte er zu den Stuttgarter Kickers in die 3. Liga. Sein Profidebüt gab er am 26. Juli 2008 bei der 0:2-Niederlage der Kickers gegen Wacker Burghausen, als er in der 46. Minute eingewechselt wurde. Zur Saison 2009/10 wechselte er zu Zweitliga-Absteiger SV Wehen Wiesbaden. In der Saison 2010/11 spielte Landeka für den FC Carl Zeiss Jena, mit dem er 2012 aus der 3. Liga abstieg. In der Sommerpause 2012 unterschrieb Landeka einen Zweijahresvertrag beim Chemnitzer FC. In der Winterpause der Saison 2013/14 wechselte er bis zum Saisonende zum SV Darmstadt 98. Zur Saison 2014/15 ging Landeka zur SG Sonnenhof Großaspach.
Ende Januar 2017 wechselte Landeka nach siebeneinhalb Jahren zurück zu den Stuttgarter Kickers. Nach der Saison 2017/18 stieg er mit den Kickers aus der Regionalliga ab.

## Familie
Landekas Cousine Iva Landeka spielt in Schweden für den FC Rosengård, deren Bruder Davor Landeka ist ebenfalls Fußballprofi und spielte in der Schweiz und in Bosnien-Herzegowina.

## Sonstiges
Seit 2013 engagiert sich Landeka bei Show Racism the Red Card Deutschland. Im Mai beteiligte er sich bei einem Workshop der Bildungsinitiative und berichtete den Schülern und Schülerinnen über seine eigenen Erfahrungen mit Rassismus und Diskriminierung.